# Ernst II. (Schwaben)
Ernst II. (* um 1010; † 17. August 1030 bei Burg Falkenstein im Schwarzwald) aus dem Adelsgeschlecht der Babenberger war von 1015 bis 1030 Herzog von Schwaben.

## Leben
Ernst war der ältere Sohn des Herzogs Ernst I. und der Gisela von Schwaben, der späteren Kaiserin. Über seine Großmutter mütterlicherseits war er ein Urenkel des burgundischen Königs Konrad. Ernst erbte das Herzogtum Schwaben nach dem tödlichen Jagdunfall seines Vaters 1015 und stand während seiner Unmündigkeit unter der Vormundschaft seiner Mutter. Seine Mutter heiratete Ende 1016 oder Anfang 1017 Konrad den Älteren, von dem sie noch im Oktober des Jahres 1017 einen weiteren Sohn, Heinrich, bekam. Konrad wurde, als mit dem ottonischen Herrscher Heinrich II. das Sachsenhaus 1024 ausstarb, zum neuen König gewählt und erhielt den Namen Konrad II. Im Unterschied zu seinem jüngeren Bruder Hermann ist Ernst wohl nicht in der Umgebung und am Hofe Konrads II. aufgewachsen. Die Vormundschaft Ernsts II. ging auf seinen Onkel Poppo von Babenberg, den Erzbischof von Trier, über. Noch am 4. September 1024 stand Ernst unter der Vormundschaft seines Onkels Poppo von Trier.
Während des Königsumrittes Konrads II. gehörte Ernst der Opposition an. Widerstand zum König leisteten auch die Herzöge Konrad der Jüngere von Kärnten und Friedrich II. von Oberlothringen. Die Rebellion schlug jedoch fehl. Im Februar, als Konrad II. sein Heer in Augsburg sammelte, vermittelte Königin Gisela die Versöhnung zwischen Ernst und Konrad. Offenbar war die Teilnahme an Konrads Italienzug Bedingung für die Aussöhnung. Nach dem 15. September 1026 ist Konrads Stiefsohn Ernst, der die Reichsabtei Kempten als Lehen erhielt, mit dem Auftrag der Landfriedenswahrung in das schwäbische Herzogtum zurückgekehrt. Doch verbündete sich Ernst mit den Aufständischen und fiel in das Elsass ein. Nach Konrads Rückkehr musste sich Ernst auf einen Reichstag nach Ulm begeben. Ernst wurde als Herzog von Schwaben abgesetzt und auf der Burg Giebichenstein inhaftiert. 1028 wurde er begnadigt und in sein Herzogtum wiedereingesetzt. Vermutlich als Gegenleistung musste er auf Teile seines Erbgutes, darunter wohl Weißenburg im bayerischen Nordgau, verzichten. Als Ernst sich jedoch am 29. März 1030 auf dem Ingelheimer Osterhoftag weigerte, sich gegen den Vasallen und Freund Graf Werner von Kyburg eidlich zu verpflichten, ließ Konrad ihm als hostis publicus imperatoris den Prozess machen und ihn durch Fürstenspruch absetzen. Selbst seine Mutter Gisela ließ ihn nun fallen. Am 17. August 1030 wurde Ernst II. mit seinem Freund Werner von Kyburg bei der Burg Falkenstein im Schwarzwald im Kampf gegen die Leute des Bischofs von Konstanz erschlagen. Sein Stiefvater Konrad verglich seinen Untergang mit dem Ende eines tollwütigen Hundes (Raro canes rabidi foeturam multiplicabunt).
Er fand seine letzte Ruhestätte im Konstanzer Münster. Der St. Galler Nekrolog nennt ihn zu seinem Todestag „Herzog und Zierde der Alamannen“ (dux et decus Alamanorum).
Der Sturz des Herzogs Ernst hat zu einer Schwächung der schwäbischen Herzogsgewalt geführt und die Auflösung des Herzogtums vorbereitet. Das burgundische Erbe ging wie geplant an Heinrich. Das Herzogtum verlieh er an Ernsts jüngeren Bruder Hermann, der, da er noch minderjährig war, der Obhut des Bischofs Warmann von Konstanz anvertraut wurde. Hermann starb acht Jahre später, woraufhin der Kaiser das Herzogtum einzog.

## Nachleben
Sage und dichterische Gestaltung im Epos haben seine Geschichte mit dem rebellischen Königssohn Liudolf, der 952/954 den Aufstand gegen seinen Vater Otto I. gewagt hatte, verwoben. Der Widerstand Herzogs Ernst II. ist um 1180 in die Spielmannsdichtung von Herzog Ernst eingegangen. Historisch richtig sind in dieser Dichtung allerdings nur die Namen und die Opposition zum Kaiser. Bearbeitungen des Themas gibt es von Ludwig Uhland (1817). Peter Hacks griff den Stoff 1957 für sein Drama Das Volksbuch vom Herzog Ernst oder Der Held und sein Gefolge ebenfalls auf.